# Artikuláris hely
Artikuláris helynek nevezték azokat a magyarországi helységet, amelyeket az 1681. évi XXVI. törvénycikk (artikulus) sorolt fel. Ez a törvénycikk kimondja, hogy a felsorolt helységekben a protestánsok szabadon tarthatnak istentiszteleteket és általában szabadon gyakorolhatják vallásukat, de azokon kívül sehol. Megyénként két-két ilyen helyet engedélyeztek.
A törvénycikk ellen a protestáns rendek óvást tettek, azonban az 1687. évi országgyűlés ismét megerősítette, az 1691. évben kiadott a Explanatio Leopoldina pedig további korlátokat szabott azáltal, hogy  a protestáns lelkészeknek megtiltotta az artikuláris helyeken kívüli szertartásokat, ugyanakkor a nem artikuláris helységekben lakó protestáns egyháztagokra viszont kimondta, hogy fölkereshetik ugyan az artikuláris helyeken való lelkészeiket, de a helybeli katolikus papnak a stólát mégis kötelesek megadni. Ugyanígy intézkedett 1731-ben a Carolina resolutio, amelyet Mária Terézia is megerősített. Ezt az intézkedést, melyet teljesen még a Türelmi Rendelet sem változtatott meg, csak az 1791. évi XXVI. törvénycikk törölte el.
A tilalom ellen vétő lelkészeket 1-2 tehén árának megfelelő pénzbüntetéssel, börtönnel, botbüntetéssel sújtották.